# Consur Cup 2015
La Consur Cup del 2015 fue la segunda edición del triangular que organiza la Confederación Sudamericana de Rugby (CONSUR). Ese año participó Argentina en calidad de campeón de la pasada edición y Uruguay y Paraguay por ubicarse primero y segundo respectivamente en la tabla de posiciones del Sudamericano A 2014.

## Equipos participantes
- Selección de rugby de Argentina (Los Pumas)
- Selección de rugby de Paraguay (Los Yacarés)
- Selección de rugby de Uruguay (Los Teros)

## Posiciones
| Pos. | Equipo    | Encuentros | Encuentros | Encuentros | Encuentros | Tantos  | Tantos    | Tantos     | Puntos |
| Pos. | Equipo    | jugados    | ganados    | empatados  | perdidos   | a favor | en contra | diferencia | Puntos |
| ---- | --------- | ---------- | ---------- | ---------- | ---------- | ------- | --------- | ---------- | ------ |
| 1    | Argentina | 2          | 2          | 0          | 0          | 107     | 21        | + 86       | 6      |
| 2    | Uruguay   | 2          | 1          | 0          | 1          | 91      | 39        | + 52       | 3      |
| 3    | Paraguay  | 2          | 0          | 0          | 2          | 10      | 148       | - 138      | 0      |

Nota: Se otorgan 3 puntos al equipo que gane un partido, 1 al que empate y 0 al que pierda

## Resultados

### Primera Fecha
Partido del Sudamericano de Rugby A 2015
| 11 de abril 16:00 | Uruguay | 77 - 3  | Paraguay | Estadio Charrúa, Montevideo, Uruguay |                              |
|                   |         | Reporte |          | Árbitro(s): Henrique Platais         | Árbitro(s): Henrique Platais |

### Segunda Fecha[3]
| 16 de mayo 15:30 VTV Sports | Uruguay | 14 - 36 | Argentina | Estadio Charrúa, Montevideo, Uruguay |                            |
|                             |         | Reporte |           | Árbitro(s): Joaquín Montes           | Árbitro(s): Joaquín Montes |

### Tercera Fecha
| 23 de mayo 19:15 Tigo Sports | Paraguay | 7 - 71  | Argentina | Héroes de Curupayty, Parque Olímpico, Asunción |                             |
|                              |          | Reporte |           | Árbitro(s): Federico Cuesta                    | Árbitro(s): Federico Cuesta |

| Bandera de Argentina |
| Campeón Argentina    |
| Segundo título       |

## Cobertura Mediática
- Argentina: TyC Sports
- Paraguay: Tigo Sports
- Uruguay: VTV